# 赤堀毅

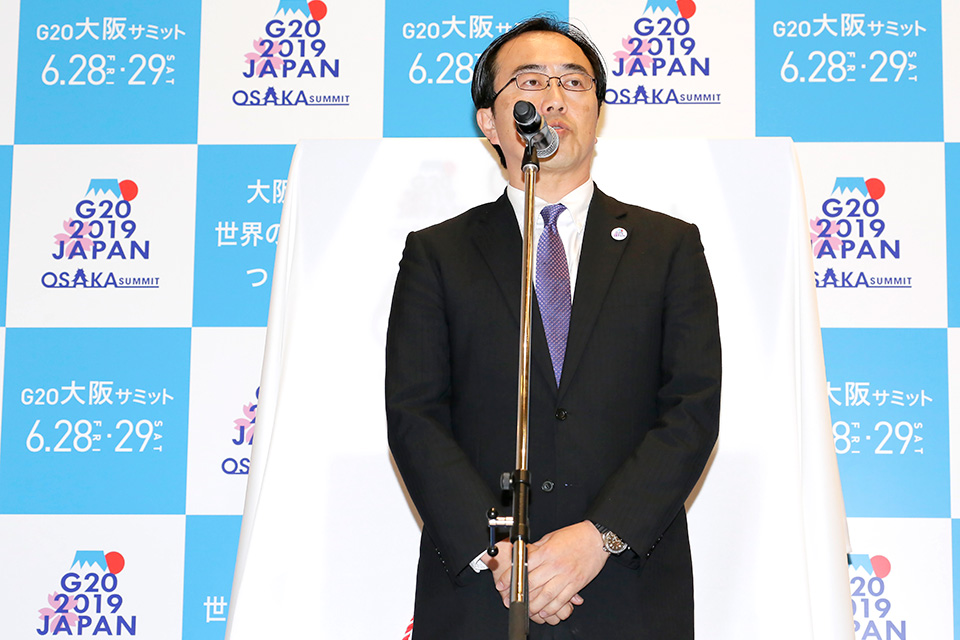
2019年4月

赤堀 毅（あかほり たけし、1966年（昭和41年）8月25日 - ）は、日本の外交官。

## 人物

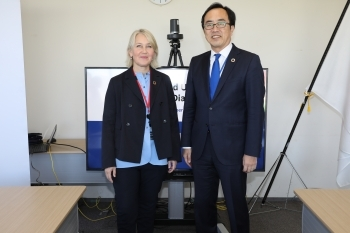
ウリカ・モデール（左）と対面した赤堀毅（右）（2023年11月）

東京都生まれ。小1から小6までベネズエラの首都カラカスで過ごす。栄光学園中学校・高等学校卒業。東京大学在学中、模擬国連活動に参加（1987年及び1988年の全米模擬国連大会（ニューヨーク）に参加）。東京大学法学部卒業後、1989年外務省。1992年フランス国立行政学院卒業（Promotion Condorcet。国際行政修士）。フランス国立東洋言語文化学院国際関係博士前期コース（DHEI）履修。在フランス日本国大使館二等書記官、外務省条約局法規課首席事務官、外務省北米局北米第一課首席事務官、在アメリカ合衆国日本国大使館参事官などを経て、2007年外務省アジア大洋州局北東アジア課日韓経済室長兼朝鮮半島政策調整官。2009年文化交流課長。2011年外務大臣秘書官事務取扱。2012年国際法局条約課長。2015年国連公使（安保理政務部長）。2018年G20サミット事務局長。2019年サイバー政策担当大使。2019-2021年第6次国連サイバー政府専門家グループ（GGE）委員。2020年外務省大臣官房審議官。2021年兼気候変動交渉担当大使（COP26首席交渉官）。2022年地球規模課題審議官〔大使〕。2022年Gaviワクチンアライアンス理事。2024年外務審議官（経済担当）。

## 略歴
出典：
- 1989年4月　外務省入省
- 1996年2月   総合外交政策局国連政策課　課長補佐
- 1998年2月　大臣官房総務課　課長補佐（総括）
- 1999年11月   条約局法規課　首席事務官
- 2002年１月   北米局北米第一課　首席事務官
- 2004年8月   在アメリカ合衆国日本国大使館 一等書記官，（2006年から）参事官
- 2007年8月   アジア大洋州局北東アジア課日韓経済室長 兼 朝鮮半島政策調整官
- 2009年8月　外務省大臣官房広報文化交流部文化交流課長
- 2011年4月　松本剛明外務大臣秘書官事務取扱
- 2011年9月　玄葉光一郎外務大臣秘書官事務取扱
- 2012年12月　外務省国際法局条約課長（国際大学講師、九州大学講師、宮内庁御用掛（仏語通訳））
- 2015年9月　国際連合日本政府代表部参事官（公使）
- 2018年8月　外務省大臣官房参事官兼経済局（G20サミット事務局長）〔大使〕
- 2019年7月　外務省大臣官房参事官兼総合外交政策局[15]（サイバー政策担当大使）、アジア大洋州局南部アジア部
- 2020年8月　外務省大臣官房審議官（国連担当大使、サイバー政策担当大使）
- 2021年8月　外務省大臣官房審議官（地球規模課題担当）兼国際協力局、気候変動交渉担当大使（COP26首席交渉官）、内閣官房内閣審議官（内閣官房副長官補付）兼内閣官房気候変動対策推進室次長
- 2022年1月　地球規模課題審議官〔大使〕
- 2024年7月　外務審議官（経済担当）

## 著書
- 『サイバーセキュリティと国際法の基本』東信堂 2023
- 「国益最大化のための経済安全保障」『外交』第66号（2021年4月）
- 「サイバーセキュリティと国際法」『国際法外交雑誌』第120巻第4号（2022年1月）
- 「攻めの気候変動外交」『月刊経団連』2022年8月号
- 「プラスチック汚染対策－条約化めざす日本の取組－」『外交』第76号(2022年12月)
- “Cyber Rule Making and Implementation”, Inside Cyber Diplomacy (Center for Strategic and International Studies Podcast, 2021)
- 「元「サイバー大使」が語る中ロとの論戦」朝日新聞デジタル2021年12月31日掲載インタビュー

## 同期
- 相航一（23年アメリカ特命全権公使・21年アメリカ公使）
- 赤松秀一（21年上海総領事）
- 安藤俊英（24年中東アフリカ局長・22年領事局長）
- 市川恵一（23年内閣官房副長官補・22年総合外交政策局長・20年北米局長）
- 岡井朝子（23年バーレーン大使・18年国連事務次長補）
- 加納雄大（23年ユネスコ大使・22年内閣府国際平和協力本部事務局長・21年南部アジア部長）
- 城内実（14年外務副大臣・03年衆議院議員）
- 齋田伸一（23年国際平和協力本部事務局長・22年アフリカ部長・20年アメリカ公使・16年エチオピア大使）
- 志水史雄（22年大臣官房長・20年中華人民共和国公使、18年アフリカ連合代表部大使）
- 曽根健孝（22年在ロサンゼルス総領事）
- 田村政美（23年外務省研修所長・20年インドネシア公使）
- 浜田隆（23年瀋陽総領事・21年内閣情報調査室内閣審議官兼国際テロ情報集約室次長）
- 中込正志（22年欧州局長・21年内閣総理大臣秘書官）
- 長岡寛介（24年チェコ大使・21年中東アフリカ局長・19年大臣官房審議官）
- 鯰博行（25年外務審議官（政務担当）・23年アジア大洋州局長・22年経済局長・21年国際法局長）
- 星野芳隆（23年エルサルバドル大使・21年スポーツ庁審議官）
- 松永健（23年トロント総領事）
- 山本恭司（19年フィリピン公使）
- 米谷光司（21年アフリカ部長・17年ジブチ大使）